# بشرى كربوبي
بشرى كربوبي (من مواليد 15 مايو 1987 ) حكمة كرة قدم المغرب، وهي مدرجة في قائمة الفيفا منذ عام 2016 وتدير مباريات كرة قدم دولية.
لعبت بشرى حتى الآن في نسختين من كأس إفريقيا للسيدات. في كأس الأمم الإفريقية للسيدات 2018 في غانا، أختيرت الكربوبي في مباراة في دور المجموعات. في كأس الأمم الإفريقية للسيدات 2022 في المغرب، قادت مباراة في دور المجموعات ودور ربع النهائي بين زامبيا والسنغال (1:1 ، 4:2 بعد انتهاء الوقت الأصلي).
وفي 14 مايو 2022، ومع نهائي كأس العرش 2022، أصبحت كربوبي أول حكمة ترأس نهائي مسابقة للرجال في المغرب والعالم العربي .
عملت أيضًا كحكمة فيديو في كأس العالم للسيدات تحت 20 سنة 2022 في كوستاريكا وكحكمة في كأس العالم للسيدات تحت 17 سنة 2022 في الهند، حيث أدارت مباراتين في دور المجموعات. وفي يناير 2023 رُشِّحت لكأس العالم للسيدات 2023 في أستراليا ونيوزيلندا. وفي يناير 2024 أصبحت كربوبي أول إمراة تدير مباراة حكمًا رئيسيًّا في بطولة كأس أمم إفريقيا 34 عندما حكمّت مباراة نيجريا وغينيا بيساو.

## السيرة الذاتية
ولدت عام 1988 في تازة، في الشمال الشرقي من المغرب، وهي الأصغر بين خمسة أشقاء. بدأت لعب كرة القدم، في فئة الناشئين، في فريق صغير. في عام 2001، افتتحت مدرسة تحكيم للرجال والنساء في هذه المدينة.
في عام 2007، أنشأ المغرب بطولة وطنية لكرة القدم النسائية. وأصبحت لديها الفرصة لتصبح حكما وطنيا, غادرت تازة إلى مكناس، وهي مدينة أكبر بكثير، مجاورة لفاس. "أدركت عائلتي أن الأمر كان جادا ومهنيا بالنسبة لي. ذات يوم جاء والدي لرؤيتي في التدريب في مكناس. عندها أمر إخوتي باحترام خياري". بدأت التحكيم في الدرجتين الأولى والثانية للسيدات المغربيات في سن 19. بعد ما يقرب من 10 سنوات ، في عام 2016، صعدت إلى مستوى جديد من خلال أن تصبح حكما دوليا.
في عام 2018، شاركت في تحكيم أول مسابقة قارية، بمباراة في البطولة النهائية لكأس الأمم الإفريقية للسيدات، التي أقيمت في غانا ووضعت زامبيا ضد غينيا الاستوائية. في عام 2020، كانت أول امرأة تتولى مسؤولية مباراة الدرجة الأولى من بطولة المحترفين للرجال في المغرب (البطولة الوطنية). عُيّنت عضوًا في طاقم التحكيم خلال نهائي كأس الأمم الأفريقية 2022، في فبراير، بين السنغال ومصر ، في الكاميرون ، كما حكمت نهائي كأس العرش
اختيرت حكمةً لكأس الأمم الإفريقية 2023، أصبحت في تاريخ 22 يناير 2024 أول امرأة من شمال أفريقيا والوطن العربي تتولى مسؤولية مباراة كأس الأمم الإفريقية للرجال من خلال التواجد في صافرة المباراة بين غينيا بيساو ونيجيريا للجولة الثالثة من مرحلة المجموعات.
- في عام 2024، فازت المغربية بشرى كربوبي بجائزة حكمة السنة في القارة الإفريقية لعام 2024، خلال حفل توزيع جوائز الاتحاد الإفريقي لكرة القدم، الذي أقيم في قصر المؤتمرات في مدينة مراكش.[6] [7] [8]

## كأس الأمم الإفريقية 2023
أصبحت المغربية بشرى كربوبي أول حكمة تدير مباراة للرجال في تاريخ كأس إفريقيا. وقادت مباراة نيجيريا ضد غينيا بيساو، برسم مباريات الدور الأول من نهائيات كأس الأمم الأفريقية 2023 بالكوت ديفوار. وأدارت المباراة كحكمة وسط رئيسية، بمساعدة حكام مغاربة وآخرين من جنسيات مختلفة.

## المشاركات في كأس العالم للسيدات 2023
| المرحلة         | التاريخ       | المكان   | الفريق المضيف    | الفريق الزائر | النتيجة   |
| --------------- | ------------- | -------- | ---------------- | ------------- | --------- |
| مرحلة المجموعات | 22 يوليو 2023 | أوكلاند  | الولايات المتحدة | فيتنام        | 3:0 (2:0) |
| مرحلة المجموعات | 31 يوليو 2023 | هاميلتون | كوستاريكا        | زامبيا        | 1:3 (0:2) |